# مزار شیخ صوفی
مزار شیخ صوفی مربوط به دوره صفوی است و در شهرستان خواف، بخش سنگان، دهستان پایین خواف، روستای برآباد واقع شده و این اثر در تاریخ ۱۴ اسفند ۱۳۸۵ با شمارهٔ ثبت ۱۷۸۷۶ به‌عنوان یکی از آثار ملی ایران به ثبت رسیده است.